# Ruffré-Mendola
Ruffré-Mendola – gmina we Włoszech, w regionie Trydent-Górna Adyga, w prowincji Trydent.
Według danych na rok 2004 gminę zamieszkiwało 406 osób, 67,7 os./km².